# Floralia Estrada Bernal
Floralia Estrada Bernal (8 de agosto de 1990) es atleta paralímpica mexicana que compite en las clases T54/F57. Es parte de la delegación mexicana que compite en los Juegos Paralímpicos de París 2024.
Representa al club DIF Nacional, entrena en el Centro de Entrenamiento Paralímpico Mexicano en la Ciudad de México.

## Biografía
Fue atropellada por un automóvil cuando tenía 6 años y tuvieron que amputarle ambas piernas. Comenzó con los deportes paralímpicos cuando tenía 15 años, y practicó natación y baloncesto en silla de ruedas antes de decidir centrarse solo en el atletismo a partir de 2015.
Participó en baloncesto en silla de ruedas durante los Juegos Paralímpicos de Verano de 2008. También participó en atletismo: corrió el relevo 4 x 100 metros.
Compitió en baloncesto en silla de ruedas en los Juegos Paralímpicos de Verano de 2012, donde México terminó octavo después de perder los playoffs del séptimo y octavo lugar ante Gran Bretaña.
Decidió centrarse en el atletismo adaptado cuando México no logró clasificar en baloncesto en silla de ruedas durante los Juegos Paralímpicos de Verano de 2016. 
Participó en el lanzamiento de disco durante los Juegos Paralímpicos de 2016 en Río de Janeiro, y quedó en quinto lugar allí. Al año siguiente, participó en el Campeonato Mundial de Para Atletismo de 2017, donde ganó el bronce en disco en la clase F57, detrás de Nassima Saifi y Orla Barry, y estableció allí un nuevo récord de área para las Américas con 27,76 metros.
Estrada participó en los Juegos Parapanamericanos 2019 en Lima, Perú, y ganó el disco en la clase F57. Quedó en cuarto lugar en disco en el Campeonato Mundial de Para-atletismo de 2019. A partir de noviembre de 2019, posee el récord de América en lanzamiento de disco en la clase F57, con 30,35 metros.
Durante su participación en los juegos para olímpicos de París 2024 obtuvo el séptimo lugar en lanzamiento de disco categoría F57 con una marca de 29.82 metros en su tercer intento a diferencia de 2020 donde obtuvo el cuarto lugar.